# 小行星1490
小行星1490（1490 Limpopo）是一颗围绕太阳公转的小行星。1936年6月14日，西里爾·傑克遜在约翰内斯堡发现了此天体。
該小行星以非洲的林波波河命名。
这颗小行星的绝对星等为90.75047等。